# کالج ویلیامز
کالج ویلیامز (به انگلیسی: Williams College)، یک کالج هنرهای آزاد خصوصی در ویلیامزتاون، ماساچوست است. این کالج در سال ۱۷۹۳ با منابع مالی از املاک افرایم ویلیامز که از مستعمره‌نشینان استان خلیج ماساچوست بود و در سال ۱۷۵۵ در جنگ فرانسویان و سرخپوستان کشته شد، تأسیس شده‌است.
کالج ویلیامز در پردیسی ۴۵۰ جریبی در ویلیامزتاون در منطقه برکشرز در منطقه روستایی شمال‌غرب ماساچوست واقع شده‌است. پردیس آن شامل بیش از ۱۰۰ ساختمان دانشگاهی، ورزشی و اقامتگاهی است. این کالج در NCAA Division III و NESCAC به رقابت ورزشی می‌پردازد. برنامه ورزشی آن بسیار موفق بوده و ۲۲ تا از ۲۴ جام اخیر را برنده شده‌است.
کالج ویلیامز پس از برنامه درسی هنرهای آزاد، در ۲۵ دپارتمان دانشگاهی و برنامه‌های بین رشته‌ای شامل ۳۶ رشته در علوم انسانی، هنر، علوم اجتماعی و علوم طبیعی، آموزش‌های کارشناسی را ارائه می‌دهد.
عمده آموزش‌های ارائه شدهٔ ویلیامز در مقطع کارشناسی است و دو برنامه تحصیلات تکمیلی در اقتصاد توسعه و مطالعات تاریخ هنر ارائه می‌دهد. این کالج پیوندهایی با مؤسسه هنر کلارک و موزه هنر معاصر ماساچوست دارد، و رابطهٔ نزدیکی با اکستر کالج دارد. پذیرش در این دانشگاه بسیار گزینشی است و میزان پذیرش متقاضیان برای تحصیلا تکمیلی در سال ۲۰۲۳، ۱۲٪ بوده‌است.
این کالج دانش‌آموختگان برجسته بسیاری داشته از جمله ۹ برنده جایزه پولیتزر، یک برنده جایزه نوبل دارنده، یک برنده مدال فیلدز، ۳ رئیس کمیسیون بورس و اوراق بهادار آمریکا، ۱۰ میلیاردر، ۷۱ نماینده کنگره ایالات متحده آمریکا، ۲۲ فرماندار، ۴ وزیر عضو کابینه ایالات متحده آمریکا، یک قاضی دستیار دیوان عالی ایالات متحده آمریکا، یک رئیس‌جمهور آمریکا، ۳ نخست‌وزیر، مدیرعامل ارشد اجرایی و مؤسسین شرکت‌های حاضر در فرچون ۵۰۰، دیپلمات‌های عالی‌رتبه آمریکایی، بانکداران مرکزی خارجی، دانشوران در دانشگاه‌ها، چهره‌های ادبی و رسانه ای و تعداد زیادی از برندگان جوایز امی، اسکار و گرمی، و ورزشکاران حرفه ای. دیگر دانش آموختگان شامل ۴۰ برنده بورسیه رودز، ۱۷ برندگان بورسیه مارشال و دریافت کنندگان فلوشیپ واتسن و برنامه فولبرایت هستند.